# La distancia más larga
La distancia más larga es una película venezolana de 2014 escrita y dirigida por Claudia Pinto Emperador. Está protagonizada por la actriz española Carme Elías, Omar Moya y Alec Whaite.
Cuenta la historia de un niño de 10 años que viaja a La Gran Sabana para encontrarse con su abuela y reconstruir los lazos familiares. El filme toca las relaciones familiares, la redención y la libertad de vivir cómo y cuando uno lo elige, todo con el tema central de que en la vida existen segundas oportunidades.

## Argumento
Martina, una mujer española de 60 años, recibe la mala noticia de que está a punto de fallecer y decide viajar a la Gran Sabana, el lugar en el que un día fue feliz, para decir adiós a la vida. Su intención es subir el monte Roraima y a mitad de camino dejarse morir, pero sabe que sin alguien que le acompañe no lo podrá lograr. 
La repentina visita de su nieto Lucas no podría llegar en mejor momento. El joven, ajeno a la situación en la que se encuentra su abuela, acepta acompañarla en su viaje final, sin embargo no se quedará impasible cuando se entere de que realmente le está guiando hacia su muerte.
Dos caras de un mismo país, una ciudad agresiva y caótica, y un paraíso con las montañas más antiguas del planeta. Dos protagonistas en momentos vitales opuestos. Y dos viajes temerarios, una aventura infantil que cruza un país entero, y un viaje sin retorno, pero libre y decidido. El destino vincula irremediablemente a una abuela y su nieto. Aunque no se conocen forman parte de un círculo que no pueden romper. Las segundas oportunidades aparecen, pero la libertad individual se impone. Todo se conjura para decirnos: solo hay un destino, el que tú eliges.
La distancia más larga es una historia de comienzos y finales, un cúmulo de encuentros y desencuentros que van desde la convulsa Caracas hasta la cima del Roraima, una de las formaciones geológicas más antiguas del planeta. La película muestra desde las carreteras de Venezuela hasta adentrarnos en paisajes milenarios, mientras va narrando el viaje interior y de crecimiento de unos personajes que creen que huyen, pero que en realidad se están buscando.

## Elenco
| Actores           | Papel    |
| ----------------- | -------- |
| Carme Elías       | Martina  |
| Omar Moya         | Lucas    |
| Alec Whaite       | Kayemó   |
| Iván Tamayo       | Julio    |
| Isabel Rocatti    | Lola     |
| Marcos Moreno     | Nasak    |
| Malena González   | Sara     |
| Beatriz Vásquez   | Teresa   |
| José Roberto Díaz | Federico |
| Alberto Rowinsky  | Tomás    |

## Rodaje y Recepción
La distancia más larga es el primer largometraje rodado casi en su totalidad en los majestuosos paisajes de La Gran Sabana venezolana, ha recorrido más de 80 festivales en todo el mundo, desde su punto de partida en la 37° del Festival Internacional de Cine de Montreal, en Canadá (2013).
La película se filmó en La Gran Sabana y la ciudad de Caracas en un rodaje que duró casi 10 semanas. Contiene escenas tomadas desde la cima del Roraima a 2.800 metros de altura, en el río Yuruaní, el pueblo indígena de Paraitepuy de Roraima y el salto de Kamá. Algunas de las mismas fueron filmadas desde un helicóptero, incluso para rodar algunas tomas fue necesario que el equipo durmiese en lo alto de Tepuy. Hacía más de veinte años que La Gran Sabana no era utilizada como localización para el rodaje de una película.
A su vez, la actriz española Carme Elías quedó muy satisfecha con el rodaje de la película. Según las declaraciones de la veterana actriz, el equipo estaba volcado totalmente al proyecto, supuso un trabajo muy duro pero también muy gratificante siendo este:

«(...)de una generosidad brutal, con un espíritu de entrega que va más allá del simple ejercicio del trabajo. La producción venezolana se ha portado de maravilla venciendo todos los obstáculos que se han ido produciendo, que han sido bastantes, porque hemos estado en sitios muy complicados. Estoy muy contenta con la experiencia y muy agradecida con el destino que como actriz me ha regalado este personaje». Carme Elías

De forma local la película obtuvo una aceptación del público donde aproximadamente logró captar en sala a un total de 200.000 espectadores. Sobre la cinta comentó su creadora:

«todos los personajes comienzan muy perdidos y asfixiados, sin tener un rumbo claro de sus vidas, pero consiguen respirar y de alguna manera reencontrarse con sus propios sueños». Claudia Pinto Emperador

## Reestreno
Debido a su triunfo en los premios platino después de un año de su estreno La distancia más larga fue puesta en la cartelera venezolana de nuevo. El filme fue exhibido nuevamente a partir del día jueves 23 de julio de 2015 por unos pocos días en las salas de cine de Caracas, Maracay, Valencia, Barquisimeto y Puerto Ordaz.

## Premios y nominaciones

### Premios Platino
| Año  | Categoría                                   | Receptor                | Resultado |
| ---- | ------------------------------------------- | ----------------------- | --------- |
| 2015 | Mejor Ópera Prima de Ficción Iberoamericana | Claudia Pinto Emperador | Ganadora  |

### Premios Goya
| Año  | Categoría                     | Receptor                | Resultado |
| ---- | ----------------------------- | ----------------------- | --------- |
| 2015 | Mejor Película Iberoamericana | Claudia Pinto Emperador | Nominada  |

### Festivales
Festival de Internacional de Cine de Havana, NY
- Gran Coral - Candidato

Festival Internacional de Cine de Montreal
- Premio Glauber Rocha (Mejor Película de América Latina) - Ganador
- Zenith de Oro - Candidato

Festival de Cine Latinoamericano de Toulouse
- Panorama de ficción - Nominado

Festival de Huelva de América Latina
- Premio de la audiencia - Ganador
- Colón de oro - Candidato

Festival Internacional de Cine de Gijón
- Premio Principado de Asturias - Candidato
- Premio Especial del Jurado - Candidato

Festival Internacional de Cine de Cleveland
- Premio a la excelencia en dirección (mujeres) - Ganadora
- Premio Roxanne T. Mueller por elección del público - Nominado.

Festival Internacional de Cine de Panamá
- Premio del Público - Ganador

Festival Cinemaissi (Festival de Cine Latinoamericano de Helsinki)
- Premio del Público - Ganador

Festival Iberoamericano de Cine de Trieste
- Premio Especial de la Crítica - Ganador